# Kungla (Saaremaa)
Koordinaten: 58° 22′ N, 22° 57′ O
Kungla ist ein Dorf (estnisch küla) auf der größten estnischen Insel Saaremaa. Es gehört zur Landgemeinde Saaremaa (bis 2017: Landgemeinde Valjala) im Kreis Saare. Kungla ist nicht zu verwechseln mit Kaarma-Kungla, das ebenfalls auf der Insel Saaremaa liegt und bis 2017 Kungla hieß.

## Einwohnerschaft und Lage
Das Dorf hat 39 Einwohner (Stand 31. Dezember 2011). Es liegt direkt an der Ostsee, ca. 30 Kilometer von der Inselhauptstadt Kuressaare entfernt.

## Hafen
Der Ort beherbergt einen kleinen Hafen an der Bucht von Kõiguste (Kõiguste laht). Er wurde im September 2011 fertiggestellt.